# Martina Holzner

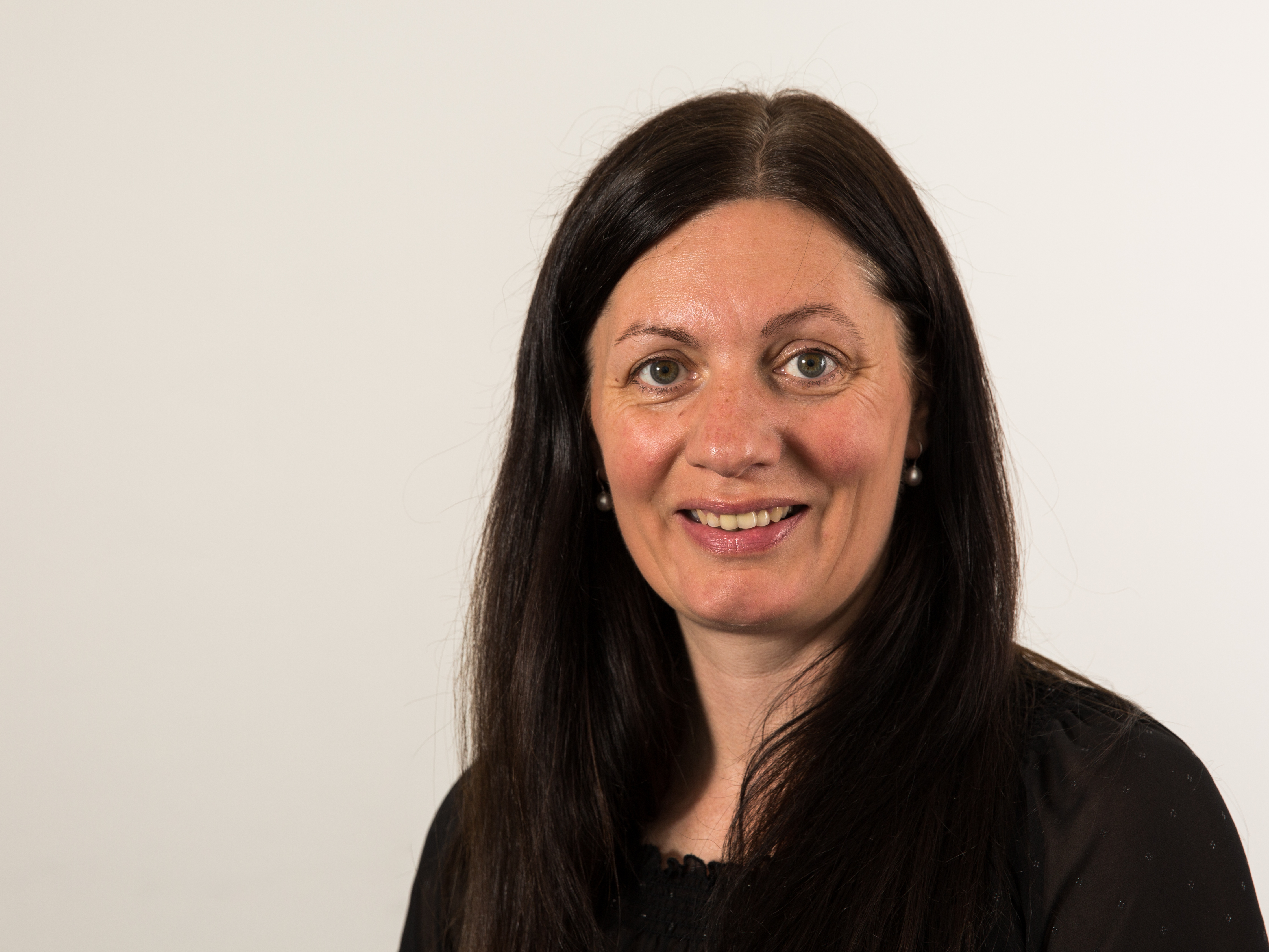
Martina Holzner (2017)

Martina Holzner (* 3. April 1976 in Merzig) ist eine deutsche Politikerin (SPD). Sie ist seit 2017 Abgeordnete im Landtag des Saarlandes.

## Leben
Holzner wuchs im Losheimer Ortsteil Britten auf und absolvierte in den Jahren 1992 bis 1996 eine Ausbildung zur Erzieherin. In diesem Beruf arbeitete sie vier weitere Jahre und wurde anschließend Leiterin einer Kindertagesstätte der Arbeiterwohlfahrt (AWO). Im Jahr 2016 wurde Holzner Bereichsleiterin für Kindertagesstätten der AWO in der Region um Merzig, Saarlouis und Völklingen; mit der Übernahme des Landtagsmandats 2017 beendete Holzner diese Tätigkeit.
Holzner lebt in Brotdorf, ist verheiratet und hat einen Sohn.

## Politik
Im Jahr 2008 trat Holzner in die Sozialdemokratische Partei Deutschlands (SPD) ein. Sie ist Vorstandsmitglied des SPD-Stadtverbandes Merzig (seit 2010) und des Kreisverbandes Merzig-Wadern (seit 2013); im März 2018 wurde die Erzieherin als Nachfolgerin von Anke Rehlinger zur Vorsitzenden des Kreisverbandes gewählt. Im Juni 2009 zog Holzner erstmals in den Merziger Stadtrat ein, seit den Kommunalwahlen 2014 ist sie dort stellvertretende Fraktionsvorsitzende. Bei der Landtagswahl im Saarland am 26. März 2017 trat Holzner für die SPD auf Platz 4 der Landesliste an, wodurch ihr der Einzug als Abgeordnete in den 16. Landtag des Saarlandes gelang. Holzner ist dort Schriftführerin des Ausschusses für Eingaben und gehört darüber hinaus dem Unterausschuss für Datenschutz und Informationsfreiheit als Mitglied an (Stand: Januar 2019). Zudem ist sie familien- und frauenpolitische Sprecherin der SPD-Landtagsfraktion. Nach ihrer Wahl in den Landtag kündigte sie an, sich unter anderem für eine kostenlose Kinderbetreuung und das Ehrenamt einzusetzen. Bei der Landtagswahl 2022 wurde sie erneut in den Landtag gewählt.

## Mitgliedschaften
Holzner ist Mitglied der Arbeiterwohlfahrt sowie verschiedener örtlicher Vereine; außerdem ist sie Mitglied des Aufsichtsrates der Merziger Bäder GmbH und des Verwaltungsrates der Sparkasse Merzig-Wadern.